# Miren Agur Meabe

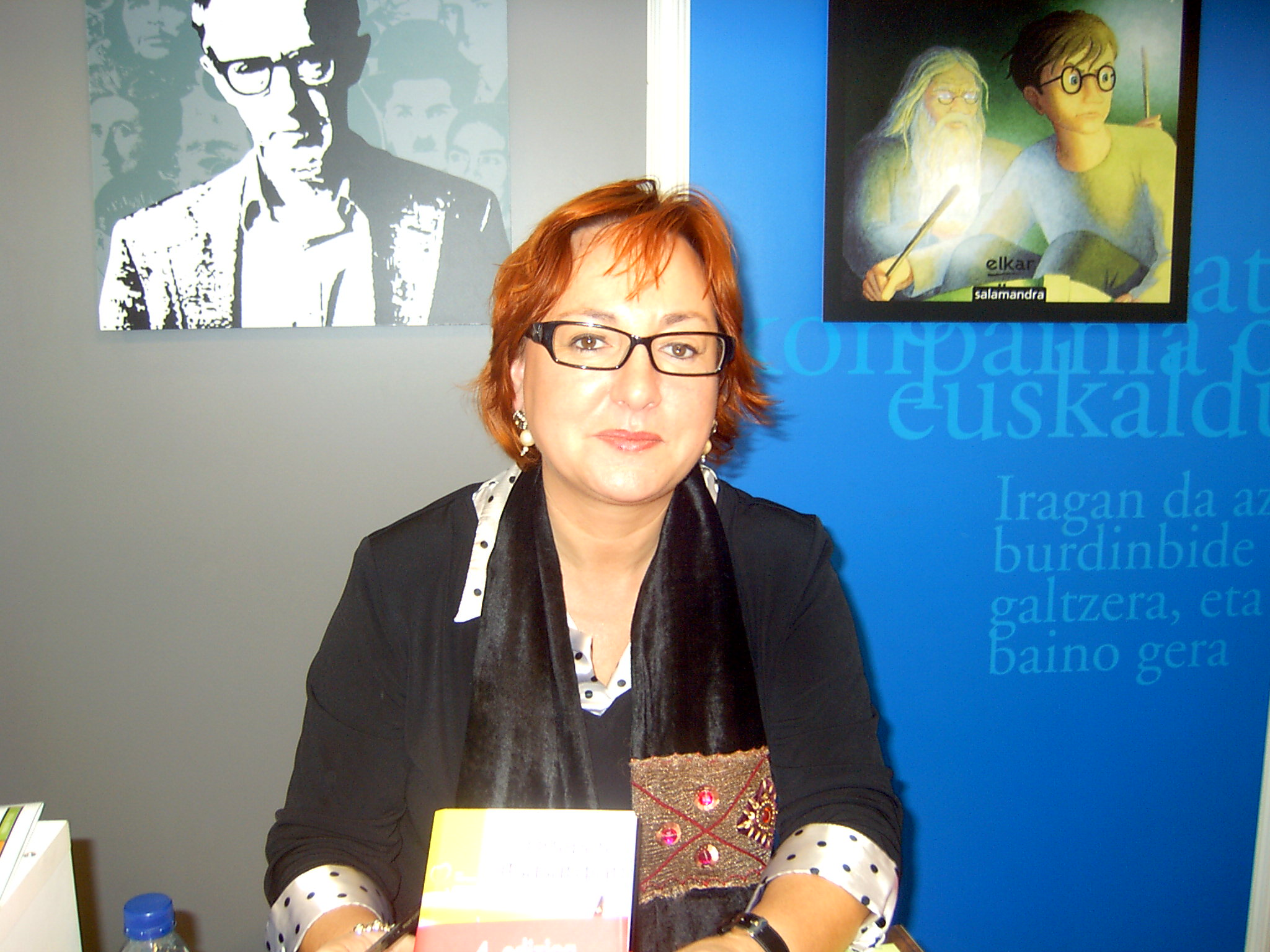
Miren Agur Meabe

Miren Agur Meabe Plaza (* 7. Oktober 1962 in Lekeitio, Bizkaia) ist eine baskische Schriftstellerin und Übersetzerin.

## Leben
Sie absolvierte ihr Lehramtsstudium in der Fachrichtung Sozialwissenschaften an der Pädagogischen Hochschule, Escuela de Profesorado, in Derio. Anschließend machte sie ihr Diplom in Baskischer Philologie. Sie arbeitete mehrere Jahre an der baskischen Privatschule Kirikino Ikastola in Bilbao. Seit 1990 leitet sie auch das Verlagshaus Giltza-Edebé im Baskenland. Ihre derzeitige Arbeit konzentriert sich auf Übersetzungen und literarisches Schaffen. Als Schriftstellerin beschäftigt sie sich vorwiegend mit Lyrik sowie Kinder- und Jugendliteratur. Im Laufe ihrer Karriere wurde sie mit mehreren Preisen ausgezeichnet. Viele ihrer Werke sind ins Katalanische, Spanische und Galicische übersetzt worden. Seit 2006 ist sie kooperierendes Mitglied der Königlichen Akademie der Baskischen Sprache.
Für Nola gorde errautsa kolkoan („Cómo guardar ceniza en el pecho“) erhielt sie 2021 den Premio Nacional de Poesía. Zuvor hatte kein auf Baskisch verfasstes Werk diese Auszeichnung erhalten.

## Literarischer Werdegang
Ihre erste Kurzgeschichte, Uneka... Gaba, wurde 1986 veröffentlicht. In diesem Werk, dessen Sprache nah an die der Lyrik angelehnt ist, lassen sich bereits charakteristische Züge ihrer Arbeit erkennen: Der Symbolismus und das Konzept des Augenblicks der Postmoderne: „el momento nos vive y solamente vivimos el momento“. Das Ich und der Augenblick umhüllen uns.
1991 gewann sie den Concurso Literario del Ayuntamiento de Lasarte-Oria mit der Gedichtsammlung Oi hondarrezko emaikaitz, die auf dem Mythos der Penelope basiert. Die erste Ausgabe erhielt wenig Aufmerksamkeit und wurde 1999 in der Zeitschrift Idatz & Mintz des Instituto Labayru neu aufgelegt. Viele dieser Gedichte wurden später in ihrem bekanntesten Gedichtband veröffentlicht: El código de la piel (Azalaren kodea, 2000).
In diesem Werk entwickelt die Autorin ein körperbasiertes Schreiben. Die Titel der einzelnen Abschnitte zeigen verschiedene Möglichkeiten des körperlichen Ausdrucks auf: Orbainak (Narben), Tatuajeak (Tätowierungen) y Kontraseinuak (Kennzeichnung). Sie verwendet eine neu gestaltete Sprache der Gesten und der Liebe. Allerdings ist der Stil in Oharrak durch Präzision, Kürze und Klarheit gekennzeichnet.
Dieses neue, mit dem weiblichen Körper verbundene Vokabular ist ein Versuch, durch Gesten zu kommunizieren, auch wenn dies mithilfe von Sprache vermittelt wird. Das eigene Leben der Autorin bildet den Anfang der Gedichte, in deren Verse sie ihre Botschaft übermittelt.
Seit 2000 beschäftigt sich Miren Agur Meabes Arbeit intensiv mit Kinder- und Jugendliteratur, wofür sie bis heute die meiste Anerkennung erhalten hat, vor allem durch den dreimaligen Gewinn des Premio Euskadi, Euskadi Saria, für die Werke: La casa del Acantilado (Itsaslabarreko etxea, 2002): Eine Abenteuererzählung, in der Nachforschungen und Ängste eine zentrale Rolle spielen; Un año en el faro (Urtebete itsasargian, 2006), in dem der Bürgerkrieg aus der Sicht eines kleinen Jungen dargestellt wird. Im Mittelpunkt stehen seine Lebensabschnitte und Gefühlswelt, besonders im Hinblick auf die Liebe. Im Gegensatz zu Joseba Sarrionaindias Werk zum selben Thema widmet sich Miren Agur Meabe vor allem der Hervorhebung des Alltäglichen (Errepidea).
Im Bereich der Kinder- und Jugendliteratur bildet ¿Qué es el amor, sino...? (Zer da, ba, maitasuna?, 2008) ihr lyrisches Debüt. Diese Sammlung enthält Gedichte über die Liebe.
Das Sammelbuch Mila magnolia-lore (Mil flores de magnolio, 2010), in dem sie Prosa und Lyrik vereint, wurde in die Ehrenliste des IBBY aufgenommen.
Sie nahm an internationalen Literaturtreffen teil, wie dem Dublin Writers’ Festival (2003), dem 8. Congreso Internacional de Mujeres Poetas (Vitoria-Gasteiz, 2005), dem 21. Internationalem Literaturfestival Vilencia (Slowenien, 2006), dem Edinburgh International Book Festival 2007, am Spanischen Kulturinstitut Instituto Cervantes in Wien (2008), oder in den Basques Studies Centres in Santa Barbara und Reno (2008) und der Frankfurter Buchmesse (2009). Einige ihrer Texte wurden in andere Sprachen und Brailleschrift übersetzt.

## Werke

### Kinder- und Jugendliteratur
- Uneka... Gaba (1986).
- Bisita (Gara, 2001).
- La casa del acantilado (Itsaslaberreko etxea, 2001), (Edebé 2004). Von der Autorin ins Spanische übersetzt.
- Joanes eta Bioletaren bihotza. (Elkar, 2002).
- Amal 2003.
- Vivo en dos casas (Etxe bitan bizi naiz, eta zer?, Elkar, 2003) (Editores Asociados, 2003)
- Cómo corregir a una maestra malvada (Nola zuzendu andereño gaizto bat, 2003), (Edebé, 2003). Von der Autorin ins Spanische übersetzt,
- Un año en el faro (Urtebete itsasargian, 2006). (Lóquez, 2008).Von der Autorin ins Spanische übersetzt.
- Supositorios para el lobo (Supositorioak otsoarentzat, Giltza, 2006.) (Edebé, 2006)
- Una estrella en la sopa (Izar bat zopa, Giltza, 2008).
- Olatu guztien gainetik (Ibaizabal, 2009).
- La carretera (Errepidea). (Erein, 2010).
- Mila magnolia lore (Gero-Mensajero, 2010).
- Bihotzak dun-dun (Elkar, 2015).
- Ross. Mit Illustrationen von Estibalitz Jalón(Lóquez, 2017).

### Lyrik
- Iraila (Sustraia, 1984).
- Nerudaren zazpigarren maitasun olerkiari begira (Sustraia, 1985).
- Arratsezko poemak 1987
- Peneloperen poemak (Idatz & Mintz, 1989).
- Oi, hondarrezko emakaitz! (Labayru, 1999).
- Ihesaren kantua (Idatz & Mintz, 2000).
- El código de la piel (Azalaren kodea, 2000) (Bassarai, 2002).
- Espuma en la manos (Bitsa eskuetan, Susa, 2010) (Ediciones Trea, 2017).
- Nola gorde errautsa kolkoan (Editorial Susa, 2020).[8]

### Erzählungen
- Uneka... gaba (1996, Labayru).
- Mila magnolia lore (2010, Gero-Mensajero).
- Un ojo de cristal (Kristalezko begi bat, Susa, 2013) (Pamiela, 2014).
- ¿Qué es el amor, sino...? (Zer da, ba, maitasuna, Elkar, 2008) (Loguez, 2011).
- Mila magnolia lore (Gero-Mensajero, 2010).
- Hezurren erretura (Susa, 2020).

### Weitere Werke
- Tangoa noizean behin (Elkar, Arian irakurgaiak, 2012).
- Borrokalari argitsuak (Elkar, Arian irakurgaiak, 2012).
- Zisnea eta uhartea (Elkar, Arian irakurgaiak, 2013).
- Titare bete zorion (ElkarArian irakurgaiak, 2014).
- Tximeletak (Elkar, Arian irakurgaiak, 2016).
- Kresalaren Taberna (Elkar, Arian irakurgaiak, 2017).

### Übersetzungen

#### Ins Baskische
- Ausarten kluba von Begoña Ibarrola (Elkar, 2012).
- Ehunzango dantzaria von Begoña Ibarrola (Elkar, 2012).
- Adarbakar urdina von Begoña Ibarrola (Elkar, 2015).
- Alizia eta antzara jokoa.2017: Auszeichnung “Vitoria-Gasteiz”, Kategorie Kinderliteratur, “Alicia et le jeu de l’oie” von Lola Moral und Sergio García[9]

#### Ins Spanische
- El juego de las sillas (Aulki-jokoa) von Uxue Alberdi (Alberdania, 2012).

#### Anthologien/Sammelwerke
- Eine der acht baskischsprachigen Autor/-innen in Las aguas tranquilas (Herausgeber: Aitor Francos, Renacimiento, 2018). Das Werk wurde von der Autorin ins Spanische übersetzt.
- Die Erzählung La piedra de abril wurde in dem Buch Alar de rosas (2020) abgedruckt, das unter der Koordination der spanischen Schriftstellerin Teresa Iturriaga Osa in Spanien veröffentlicht wurde und dessen Erlös dem Waisenhaus Our Little Rosas zugutekommt, einem zweisprachigen Bildungsprojekt, das in der honduranischen Stadt San Pedro Sula von dem amerikanischen Dichter und Pfarrer Spencer Reece unterstützt wird.

## Auszeichnungen (Auswahl)
- 2021: Premio Nacional de Poesía für Nola gorde errautsa kolkoan ("Cómo guardar ceniza en el pecho").[10]